# Ойзуська сільська рада
О́йзуська сільська рада (ест. Oisu külanõukogu, рос. Ойзуский сельский совет) — сільська рада в Естонській РСР та Естонській Республіці, адміністративно-територіальна одиниця в складі повіту Ярвамаа (1945—1950, 1990—1991), Тюріського району (1950—1959) та Пайдеського району (1959—1990).

## Географічні дані
Сільська рада розташовувалася в південній частині Пайдеського району.
У 1973 році площа сільради складала 127,2 км2.
Населення за роками

## Населені пункти
З 1945 до 1975 року адміністративний центр сільради — село Вяльяотса, що розташовувалося на відстані 10,4 км на південний схід від міста Тюрі. 1975 року центр перенесений у селище Ойзу.
| 1945—1959                             | 1959—1973                    | 1977—1989                      |
| ------------------------------------- | ---------------------------- | ------------------------------ |
| Вяльяотса (Väljaotsa küla)            |                              |                                |
| Айамаа (Aiamaa küla)                  | Ейамаа (Äiamaa küla)         | Ейамаа (Äiamaa küla)           |
| Кяревере (Kärevere küla)              |                              |                                |
| Мяекюла (Mäeküla küla)                |                              |                                |
| Ойзу (Oisu küla)                      | Ойзу (Oisu küla)             | Ойзу (Oisu alevik)             |
| Раукла (Raukla küla)                  |                              |                                |
| Ретла (Retla küla)                    |                              |                                |
|                                       | Рікассааре (Rikassaare küla) |                                |
|                                       | Саареотса (Saareotsa küla)   |                                |
|                                       | Тайксе (Taikse küla)         |                                |
| Тяннасілма (Tännasilma küla)          | Тяннасілма (Tännasilma küla) | Тяннассілма (Tännassilma küla) |
| küla — село; alevik — сільське селище |                              |                                |

## Землекористування
1954 року в межах території сільради землями користувалися колгоспи: імені Сталіна, «Кунґла» («Kungla»), «Едазі» («Вперед», «Edasi»), а також Тюріське відділення радгоспу «Пілу» (Pilu).
1973 року на території сільради розташовувалися колгоспи «Естонія» (головна садиба містилася в селі Вяльяотса) та «Едазі» (село Тайксе).

## Історія
8 серпня 1945 року на території волості Сяревере в Ярваському повіті утворена Ойзуська сільська рада з центром у селі Вяльяотса. 
26 вересня 1950 року, після скасування в Естонській РСР повітового та волосного поділу, сільська рада ввійшла до складу новоутвореного Тюріського сільського району.
24 січня 1959 року сільрада приєднана до Пайдеського району після скасування Тюріського району.
19 грудня 1991 року Ойзуська сільська рада перетворена у волость Ойзу з отриманням статусу самоврядування.